# Guntzviller
Guntzviller là một xã trong vùng Grand Est, thuộc tỉnh Moselle, quận Sarrebourg, tổng Phalsbourg. Tọa độ địa lý của xã là 48° 42' vĩ độ bắc, 07° 09' kinh độ đông. Guntzviller nằm trên độ cao trung bình là 340 mét trên mực nước biển, có điểm thấp nhất là 234 mét và điểm cao nhất là 415 mét. Xã có diện tích 5,39 km², dân số vào thời điểm 2005 là 340 người; mật độ dân số là 64,2 người/km². Xã nằm khoảng 9 km về phía đông nam của Sarrebourg.

## Thông tin nhân khẩu
| 1962 | 1968 | 1975 | 1982 | 1990 | 1999 |
| ---- | ---- | ---- | ---- | ---- | ---- |
| 275  | 297  | 326  | 333  | 337  | 338  |